# جاكي جيملوس
جاكي جيملوس (بالإنجليزية: Jacki Gemelos)‏ مواليد 22 نوفمبر 1988 في ستوكتون، هي لاعبة كرة سلة أمريكية. بدأت مسيرتها الاحترافية في سنة 2013. تم اختيارها من قبل فريق مينيسوتا لينكس خلال الدرافت. تلعب في الدوري الإيطالي لكرة السلة للسيدات كلاعب هجوم خلفي. يبلغ طولها 6 قدم 0 بوصة (1.8 م). لعبت مع شيكاغو سكاي ونادي أفينيدا لكرة السلة للسيدات.

## روابط خارجية
- جاكي جيملوس على موقع الاتحاد الوطني لكرة السلة النسائية (الإنجليزية)
- جاكي جيملوس على موقع كرة السلة الأوروبية.كوم (الإنجليزية)
- جاكي جيملوس على موقع كلية كرة السلة في سبورتس رفرنس.كوم (الإنجليزية)
- جاكي جيملوس على موقع بروبوليرز (الإنجليزية)
- جاكي جيملوس على موقع سبورتس رفرنس (الإنجليزية)
- جاكي جيملوس على موقع سبورتس رفرنس (الإنجليزية)